# سولس
سولَس لينكس هي توزيعة لينكس بُنيت من الصفر أي أنَّها مختلفةٌ عن جل التوزيعات وليست مبنيةً على أي توزيعة أخرى .وتوفر سطح مكتب يستخدم نفس تقنية جنوم اسمه بَجِّي يشبه جنوم 2 ومدير حزم اسمه بيسي. التوزيعة متواقفة مع أجهزة الـ64 رقنًا (بت).
تعطي ترقياتٍ مستمرة بشعار <<نصِّب اليوم، رَقِ دائمًا>>

## وصلات خارجية
- الموقع الرسمي لتوزيعة لتوزيعة سولوس .